# 大庆东站
大庆东站是位于中华人民共和国黑龙江省大庆市龙凤区的一座铁路车站，原名53号站、被力纳依站、龙凤站，现有站房于2015年3月11日投入使用，经过铁路有滨洲铁路和哈齐高速铁路，隶属于哈尔滨局集团大庆车务段，为一等站，车站规模为3台8线。作为大庆市的辅助客运站，与主站大庆西站共同承担大庆市铁路客运任务。

## 历史
1903年7月，车站随中东铁路建成而投用，时名被力纳依站、53号站，20世纪30年代中期更名为龙凤站。
1958年，龙凤站变更为旅客乘降所。1960年开始办理客货运业务，等级为四等站，1964年2月和2004年4月先后晋升为二等站和一等站。
为配合哈齐高铁建设，龙凤站于2011年4月10日送走2624次列车后停办客运业务，并拆除原有站房，在原站址以东新建大庆东站。2012年4月1日，车站改建工程正式开工，次年9月30日完成主体工程建设。
2015年2月10日，龙凤站更名为大庆东站。3月11日，大庆东站正式投入使用，并开通普速场，高速场则于8月17日随哈齐高铁开通而投用。

## 车站结构

### 站房
大庆东站毗邻龙凤湿地自然保护区，设计理念强化了“飞”的寓意，主体造型像一只展翅高飞的鸟儿，起伏的屋面形成变化丰富的室内空间，充分继承了原有龙凤站的建筑风格。站房建筑面积约1.5万平方米，采用上进下出的旅客流线模式，一层为进站厅和候车厅，两侧为出站厅、商业区和售票厅等区域，二层为候车厅和功能用房等区域，此外车站设有哺乳室、便民服务台等一系列便民服务设施。该站房先后获得原铁道部“火车头”奖杯、黑龙江省“结构优质”工程奖等各类荣誉。

### 站场
大庆东站总规模为3台8线，分为普速场和高速场，两场均为2台4线，并共用一座岛式站台，股道分场编号。
| 西南↑ |      |                                                                   |  |
|       | 侧式 |                                                                   |  |
| 1道   | 4    | 普速场 到发线                                                     |  |
| Ⅲ道   | 无   | （卧里屯站）普速场 滨洲线 下行正线 往满洲里站方向（大庆站）       |  |
| Ⅱ道   | 无   | （卧里屯站）普速场 滨洲线 上行正线 往哈尔滨站方向（大庆站）       |  |
| 4道   | 3    | 普速场 到发线                                                     |  |
|       | 岛式 |                                                                   |  |
| 3道   | 2    | 高速场 到发线                                                     |  |
| Ⅰ道   | 无   | （安达站）高速场 哈齐高速线 下行正线 往齐齐哈尔站方向（大庆西站） |  |
| Ⅱ道   | 无   | （安达站）高速场 哈齐高速线 上行正线 往哈尔滨站方向（大庆西站）   |  |
| 4道   | 1    | 高速场 到发线                                                     |  |
|       | 侧式 |                                                                   |  |
| 东北↓ | 站房 |                                                                   |  |

- 候车室
- 1号检票口
- 1号站台
- 2号站台

## 旅客列车目的地
| 目的地地区 | 列车终到目的地                                                                                               |
| ---------- | --- |
| 东北地区   | 哈尔滨站、哈尔滨西站、齐齐哈尔站、齐齐哈尔南站、牡丹江站、绥芬河站、漠河站、吉林站、珲春站、丹东站、大连北站 |
| 华北地区   | 北京站、北京朝阳站、天津西站                                                                                 |
| 中南地区   | 郑州东站 |